# 万座峠
万座峠（まんざとうげ）は、群馬県吾妻郡嬬恋村と長野県上高井郡高山村との境にある峠である。
万座山と黒湯山の鞍部にあり、長野県道・群馬県道466号牧干俣線（上信スカイライン）が通る。峠で長野県側に下る村道と分岐する。

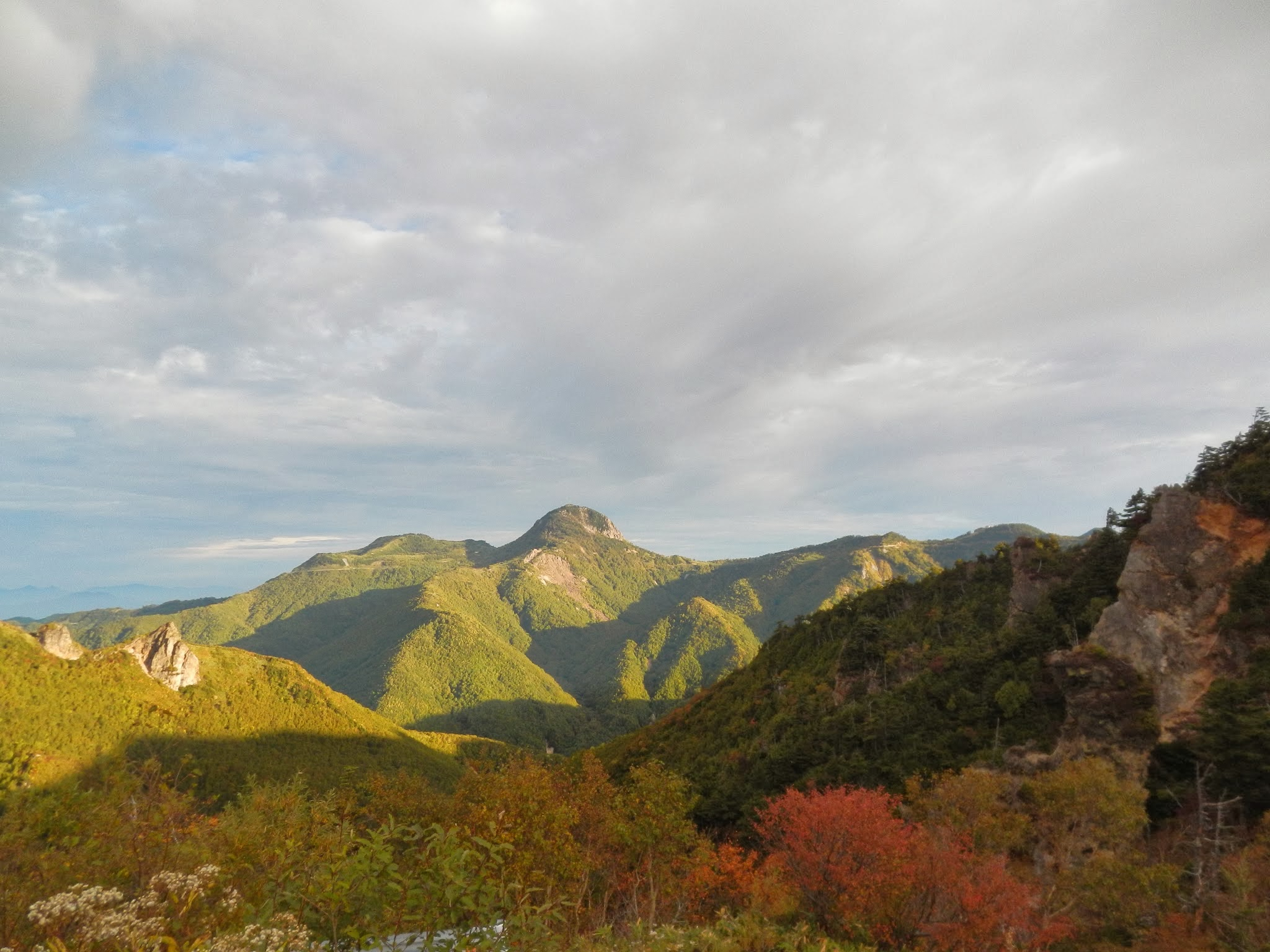
万座峠から北北西の眺望。奥の鋭鋒は笠ヶ岳。